# Lucy Walter
Lucy Walter, född omkring 1630, död 1658, var en älskarinna till Karl II av England 1648-1651. Med honom fick hon James Scott, 1:e hertig av Monmouth. Det förekom redan under hennes livstid spekulationer om att Lucy Walter var hemligt gift med Karl II, och att deras son därför var arvsberättigad till tronen.

## Biografi
Lucy Walter tros ha fötts 1630 eller något senare på Roch Castle nära Haverfordwest i Wales. Hon var dotter till William Walter från Haverfordwest och hans maka, Elizabeth Protheroe, en walesisk adelsdam, född i (andre hertigen av Norfolk) Thomas Howards andra äktenskap. Familjen Walter var en walesisk adelsfamilj, som tog parti för kungen under inbördeskriget i England. Roch Castle beslagtogs av de parlamentariska styrkorna 1644, och Lucy Walter fick söka skydd först i London, och därefter 1648 i Haag. 
I Haag träffade hon den blivande Karl II, som där levde i exil. År 1649 avled Karl I, och Karl ansågs av rojalisterna ha efterträtt honom som Karl II. År 1648 hade Karl ett förhållande med Walter, som resulterade i en son. Parets förhållande räckte åtminstone fram till 1651, möjligen till 1656. 
Lucy Walter återvände till London 1656, men arresterades av den republikanska styrelsen i sin egenskap av titulärmonarkens mätress och utvisades för att förödmjuka Karl. Hon återvände då till Karls exilhov. Hon kom under denna tid i konflikt med Karl, som ska ha velat separera henne från deras son. År 1658 avled Walter i Paris. Enligt obekräftade rykten hade hon förvisats dit av Karl på avstånd från sin son, men sonen befann sig i själva verket där med henne. Hon ryktades ha avlidit i syfilis, men det antas nu inte stämma.
Det förekom tidigt rykten om att Lucy Walter och Karl II hade gift sig i hemlighet. På grundval av det ryktet ville en protestantisk fraktion i England sätta upp hennes son som tronarvinge framför Karl II:s katolske bror, den blivande Jakob II. Det finns inga bevis för att en vigselceremoni ägde rum, och Karl II förnekade detta och stödde sin brors anspråk.